# Samaria (wąwóz)

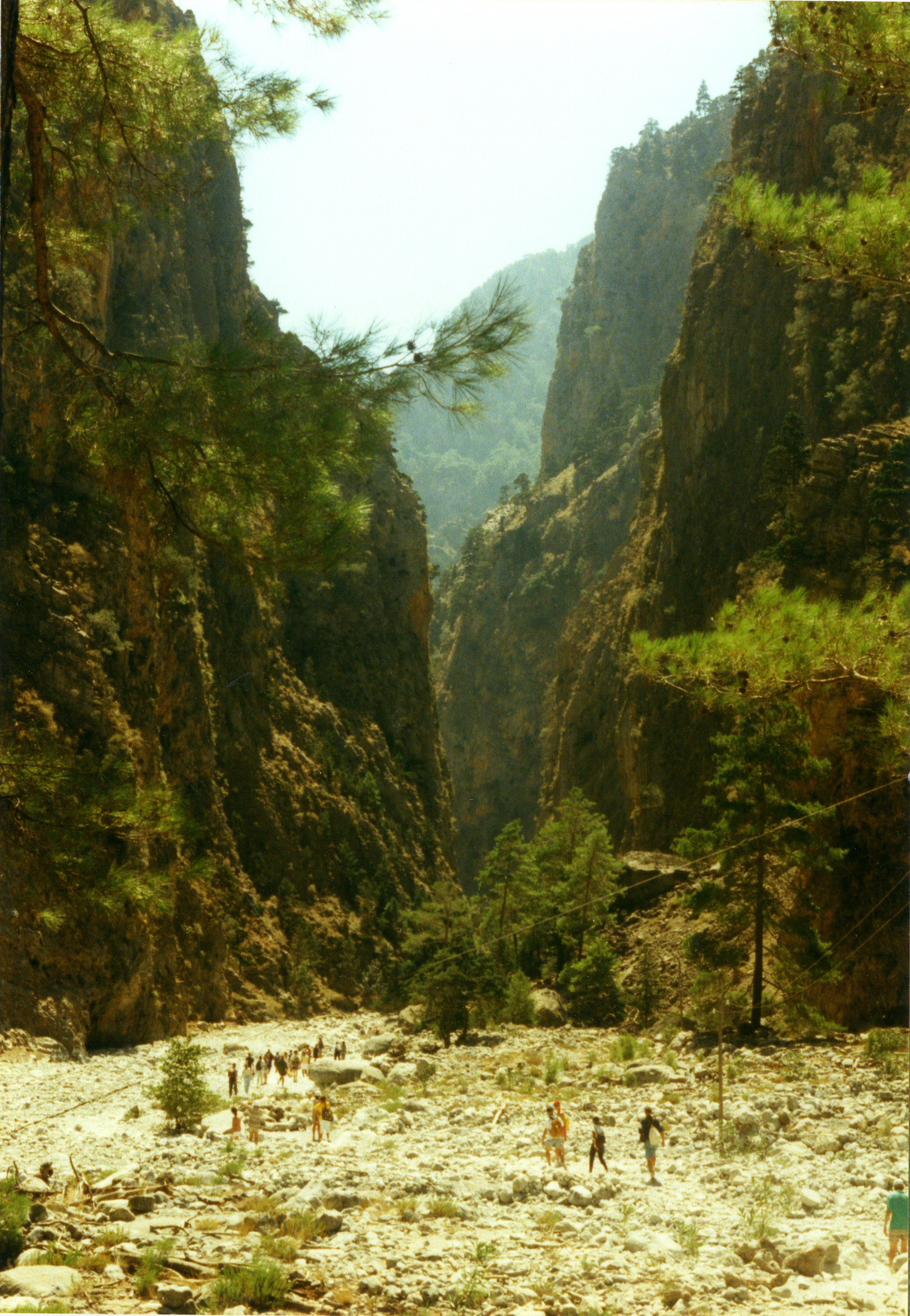
Górne wejście do wąwozu

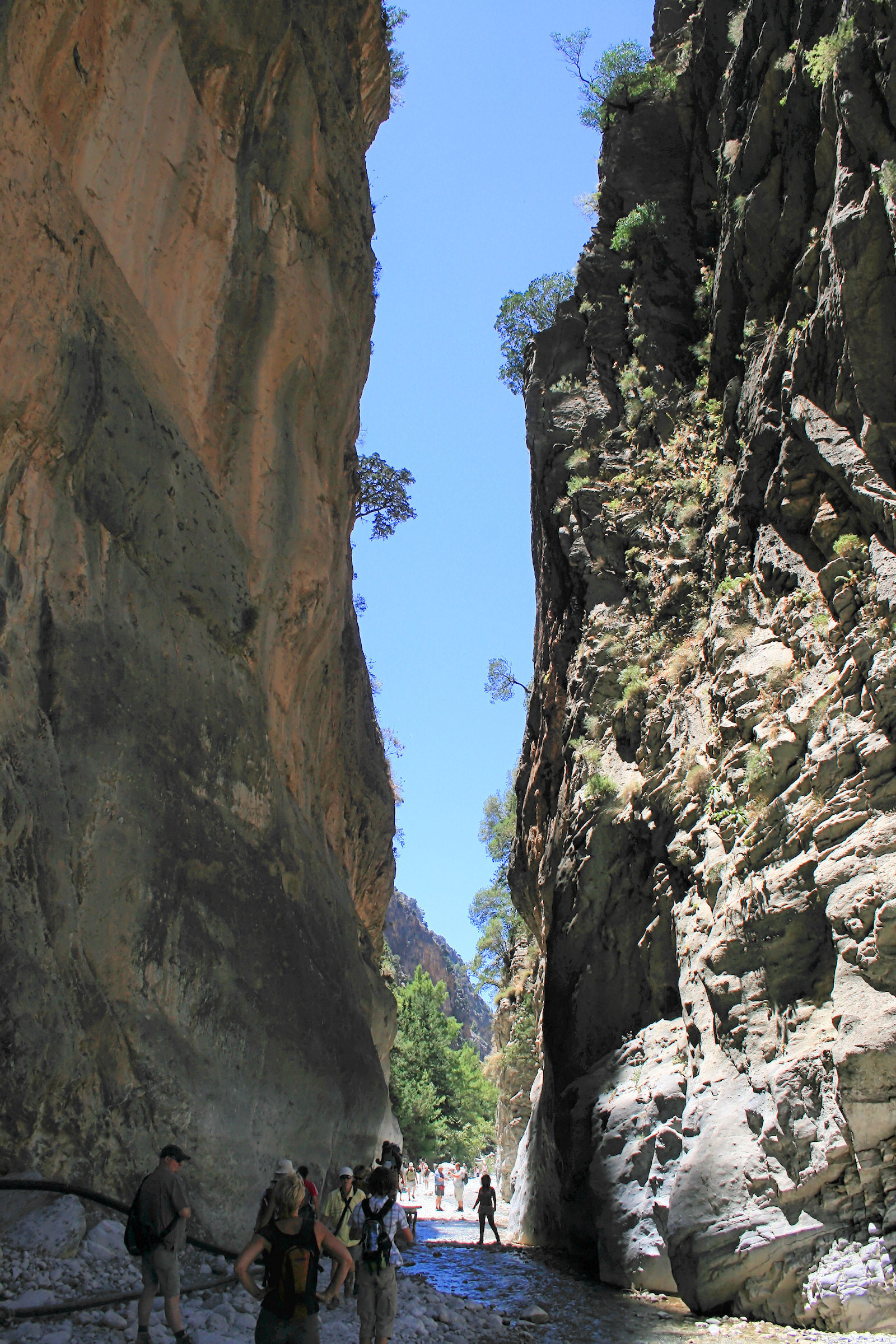
Najwęższy fragment

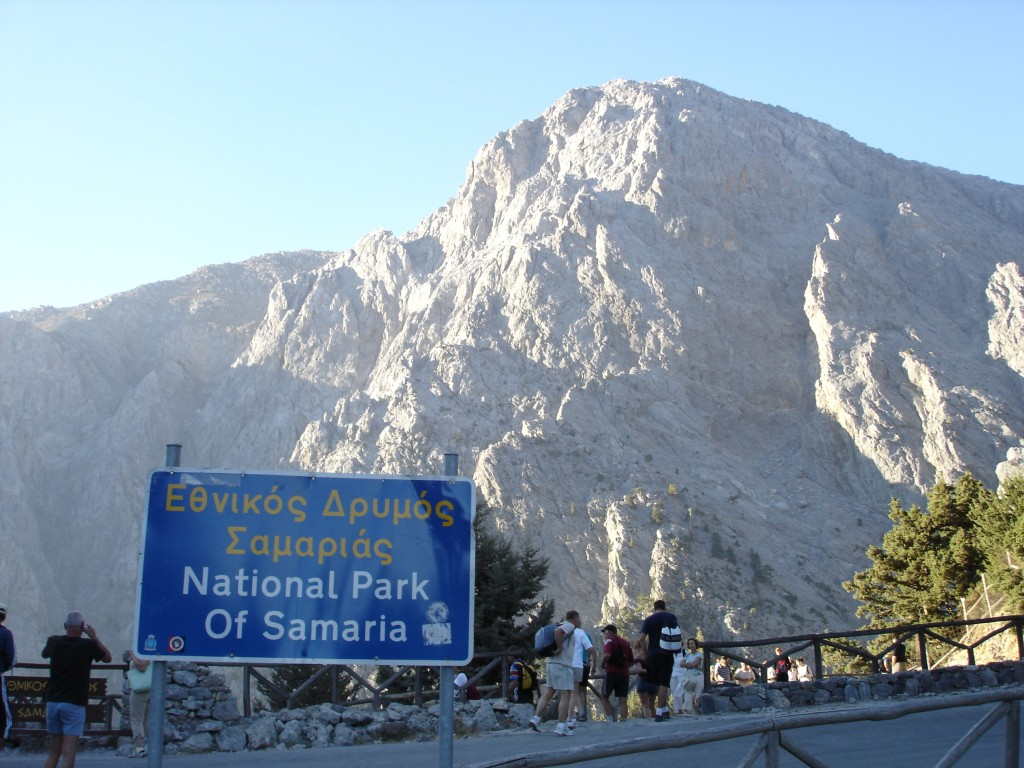
Park Narodowy Samarii

Samaria (gr. Φαράγγι της Σαμαριάς, Farangi tis Samarias) – wąwóz położony w południowo-zachodniej części Krety w paśmie Lefka Ori. Uchodzi za najdłuższy suchy (niebędący rzecznym) wąwóz Europy (18 km długości, dla turystów udostępnione 16 km). 
Założony w 1962 roku Park Narodowy Samarii otaczający wąwóz jest jedynym miejscem na wyspie, gdzie występuje w stanie dzikim kreteńska dzika koza zwana agrimi lub kri-kri. 

## Szlak turystyczny
Przez wąwóz Samaria wiedzie jeden z najpopularniejszych szlaków turystycznych na Krecie. Rozpoczyna się on na południowym krańcu równiny Omalos, w miejscu zwanym Ksiloskalo (1227 m n.p.m.), którego nazwę tłumaczy się najczęściej jako "drewniane schody". Z Ksikoskalo stromymi schodami (wąska ścieżka umacniana drewnianymi belkami) schodzi się do poziomu ok. 600 m n.p.m. Po drodze punktem postojowym jest strażnica św. Mikołaja (Ajos Nikolaos). Dość szeroki w tym miejscu szlak turystyczny wiedzie dalej skrajem koryta rzeki Taras do opuszczonej już wioski Samaria, gdzie znajduje się cerkiew, w której zachowały się wspaniałe XIV-wieczne freski. To właśnie od kościoła Osia Maria (Błogosławionej Marii), zbudowanego tu za czasów panowania Wenecjan, a później przejętego przez prawosławnych, pochodzi nazwa wioski i wąwozu. Dawniej znajdowała się tu cudowna ikona, jednak została ona przeniesiona do jednego z klasztorów na półwyspie Atos. Poniżej Samarii szlak przecina koryto górskiego strumienia (ze względu na zdarzające się tu gwałtowne przybory wody, wycieczki tym szlakiem mogą być niebezpieczne, więc należy się bezwzględnie stosować do zaleceń straży Parku Narodowego). Wysokie na kilkaset metrów ściany zbliżają się do siebie coraz bardziej, aż do szerokości 3,5 m w miejscu zwanym Sideroportes ("Stalowe Wrota"). Za Wrotami wąwóz rozszerza się w rozległą dolinę. Szlak turystyczny kończy się w miejscowości Ajia Rumeli, z której wydostać się można jedynie promem albo na wschód do Chora Sfakion, albo na zachód do Paleochory. Czas przejścia przez wąwóz wynosi ok. 6 godzin.

### Informacje turystyczne
Turyści najczęściej wybierają trasę w dół wąwozu (zejście z gór do poziomu morza, przejście szlaku trwa ok. 5–6 godzin), jednak można go pokonywać także w drugą stronę. Istnieje również skrócona trasa – ok. 2 km w głąb wąwozu i z powrotem od strony Ajia Rumeli.
Ponieważ nocowanie na terenie parku narodowego jest surowo zabronione, bilety do wąwozu mają 2 części – pierwsza sprawdzana jest przy wejściu, druga zaś przy wyjściu – w ten sposób strażnicy kontrolują, czy nikt nie pozostał na szlaku. Prawie w całym wąwozie brak zasięgu dla telefonów GSM. W razie potrzeby w połowie trasy, w ruinach wioski Samaria, jest punkt medyczny, a także radiostacja, przez którą w szczególnych przypadkach można wezwać śmigłowiec ratowniczy. Co jakiś czas można spotkać miejscowych z osiołkami "ratunkowymi", jednak koszt skorzystania z takiej usługi wynosi około 50 euro.
Szlaku nie poleca się początkującym lub osłabionym turystom. Zaleca się wysokie buty powyżej kostki. Na trasie jest kilka punktów, w których można uzupełnić zapas wody. Są też rozstawione WC oraz punkty widokowe z miejscami do odpoczynku.